# Speak Now (Taylor's Version)
Speak Now (Taylor's Version) é o terceiro álbum regravado da cantora estadunidense Taylor Swift, lançado em 7 de julho de 2023 através da gravadora Republic Records. É uma regravação do terceiro álbum de estúdio de Swift, Speak Now (2010), após Fearless (Taylor's Version) (2021) e Red (Taylor's Version) (2021). As regravações são uma contramedida de Swift contra a mudança de propriedade dos masters para seus primeiros seis álbuns de estúdio.
Swift escreveu sozinha todas as 22 canções de Speak Now (Taylor's Version). O álbum contém versões regravadas de 16 faixas da edição deluxe de Speak Now e seis canções inéditas, denominadas "From The Vault", que não entraram no lançamento original de 2010. Swift e Christopher Rowe produziram grande parte do álbum, com novas contribuições de Aaron Dessner e Jack Antonoff nas canções adicionais. O disco conta ainda com colaborações de Swift com banda Fall Out Boy e a cantora Hayley Williams, do Paramore. 
Fortemente influenciado pela música rock e pop-punk, Speak Now (Taylor's Version) mescla o som country pop marca registrada de Swift com os estilos emo, pop rock e gothic rock. É impulsionado principalmente por composições dinâmicas de guitarras elétricas, baterias pesadas, cordas cinematográficas e instrumentos acústicos. Liricamente, é um álbum conceitual vago sobre confissões não ditas, documentando as emoções voláteis da adolescência de Swift. O álbum foi aclamado pela crítica musical, que elogiou a composição emocionalmente envolvente e a forte performance vocal. Comercialmente, o álbum alcançou o topo das tabelas da Austrália, Irlanda, Países Baixos, Reino Unido e também nos Estados Unidos, onde estreou com mais de meio milhão de cópias vendidas e marcou o 12º álbum de Swift a atingir o topo da Billboard 200.

## Antecedentes
"Eu fiz Speak Now completamente escrito por mim mesma, entre os 18 e 20 anos. As canções que surgiram dessa época da minha vida foram marcadas por sua honestidade brutal, confissões de diário não filtradas e melancolia selvagem. Eu amo este álbum porque ele conta a história de crescer, se debater, voar e cair… E viver para falar sobre isso."
— Swift relembrando o Speak Now em suas redes sociais
O terceiro álbum de estúdio de Swift, Speak Now, foi lançado em 25 de outubro de 2010, através da gravadora estadunidense Big Machine Records. Descrito como um álbum conceptual sobre confissões sobre amor, romance, desgosto e perdão, Speak Now ampliou o estilo country pop de seu trabalho anterior, Fearless (2008), mas com maior foco no rock, com influências de bluegrass, pop punk, pop rock e soft rock. Com vendas iniciais de 1.047 milhões de cópias, o álbum debutou na primeira posição na parada Billboard 200 dos Estados Unidos. Além disso, recebeu críticas geralmente positivas dos críticos de música, que elogiaram a composição e os temas de Swift. Speak Now entrou no Guinness World Records como o álbum mais vendido nos Estados Unidos por uma artista country feminina. Na 54.ª edição do Grammy Awards (2012), o single "Mean" ganhou os prêmios de Melhor Performance Solo de Country e Melhor Canção Country.

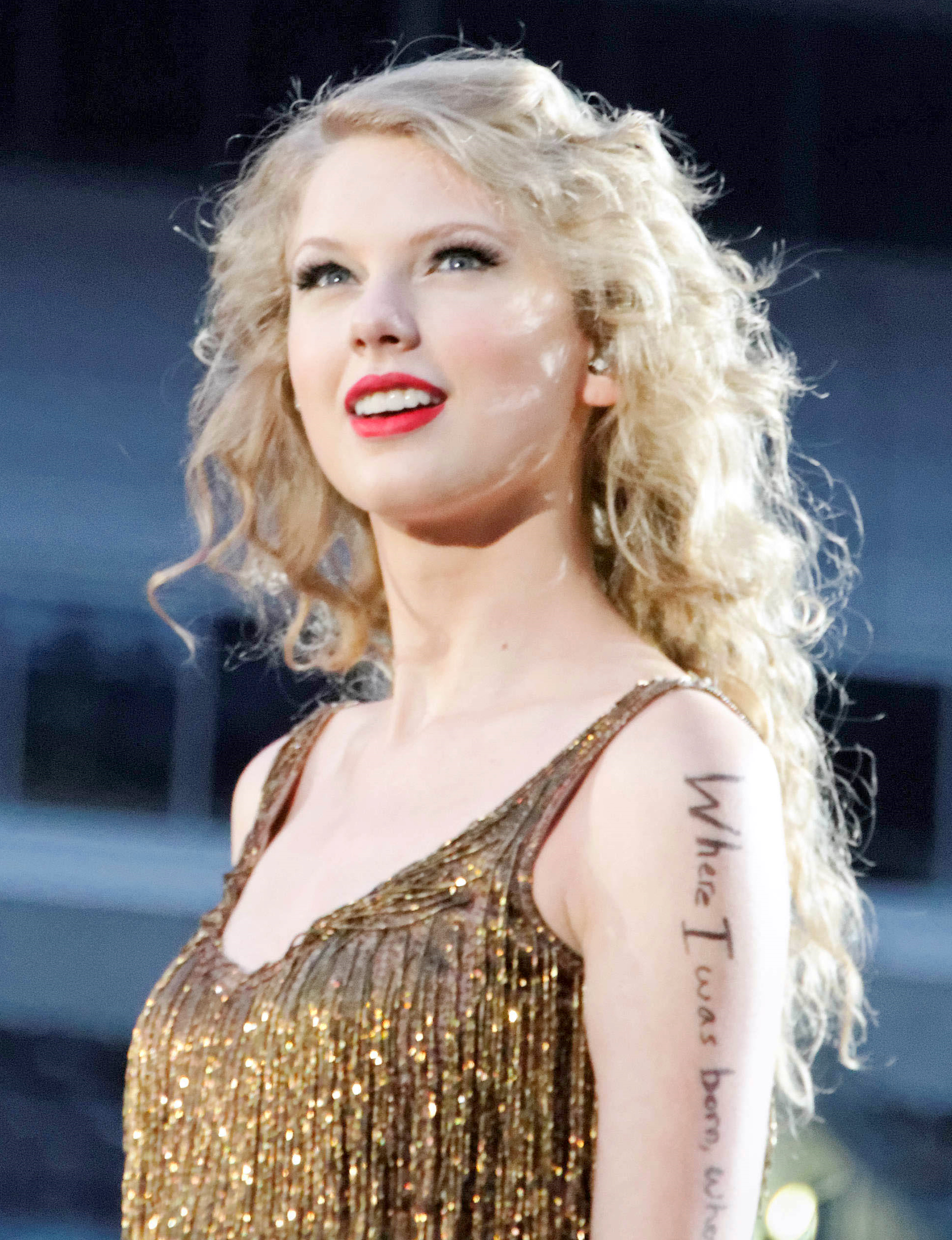
Swift na Speak Now World Tour em junho de 2011

De acordo com seu contrato de treze anos de exclusividade com a Big Machine, Swift lançou seis álbuns de estúdio sob o selo de 2006 a 2017. No final de 2018, o contrato com a gravadora expirou; portanto, ela saiu da Big Machine e assinou um novo contrato de gravação com a Republic Records, uma divisão da Universal Music Group, que lhe garantiu os direitos para possuir as masters de novas músicas que lançaria. Em 2019, o empresário norte-americano Scooter Braun e sua empresa Ithaca Holdings adquiriram a Big Machine. Como parte da aquisição, a propriedade das masters dos primeiros seis álbuns de estúdio de Swift, incluindo Speak Now, foi transferida para Braun. Em agosto de 2019, Swift denunciou a compra do selo por Braun e anunciou que voltaria a gravar seus primeiros seis álbuns de estúdio, a fim de possuir seus masters. Em novembro de 2020, Braun vendeu as masters à Shamrock Holdings, uma empresa de capital privado norte-americana de propriedade da Disney sob as condições de que a Braun e a Ithaca Holdings continuarão a se beneficiar financeiramente dos álbuns. Swift começou a série de regravações em novembro de 2020. Fearless (Taylor's Version), o primeiro de seus seis álbuns regravos, foi lançado em 9 de abril de 2021, seguido por Red (Taylor's Version) em 12 de novembro de 2021; ambos os álbuns alcançaram sucesso crítico e comercial, debutando no topo da parada Billboard 200.
Especulações sobre o próximo álbum regravado de Swift ser Speak Now dataram de novembro de 2021, quando ela lançou Red (Taylor's Version), fazendo referência às palavras chaves da era de 2010 nas publicações de suas mídias sociais. Os videoclipes de "Bejeweled" e "Lavender Haze", lançados em 2022 e 2023, respectivamente, continham vários easter eggs em referência à Speak Now. Teorias de fãs se intensificaram após o início da The Eras Tour: as pulseiras multicoloridas entregues ao público brilhavam com a cor roxa ao fim dos concertos e, posteriormente, Swift sugeriu um relançamento durante a performance de "Speak Now" no ato das canções surpresas, e então usou um emoji de coração roxo nas redes sociais dias antes do anúncio oficial.
Em 5 de maio de 2023, durante sua primeira passagem em Nashville com a The Eras Tour, Swift anunciou Speak Now (Taylor's Version) como seu próximo lançamento, com previsão de lançamento para 7 de julho. O anúncio serviu de introdução para o ato das canções surpresas do show, onde ela cantou uma versão acústica da segunda faixa do álbum, "Sparks Fly". Ela posteriormente revelou nas redes sociais: "Eu amo este álbum porque ele conta a história de crescer, se debater, voar e bater ... e viver para falar sobre isso". Swift enfatizou as dificuldades que enfrentou em sua vida durante o tempo em que escreveu o álbum, entre elas "brutal honestidade, confissões diarísticas não filtradas e melancolia selvagem".

## Músicas e letras

### Composição
O álbum contém 22 faixas: as regravações das 14 faixas originais da edição padrão, "Ours" e "Superman"—duas das faixas da edição deluxe—e seis canções nunca lançadas anteriormente, denominadas "From The Vault", que foram escritas para o álbum de 2010, mas nunca incluídas. Todas as 22 faixas foram escritas unicamente por Swift, em resposta àqueles que questionavam sua integridade artística como compositora.
As regravações foram produzidas por Swift e Christopher Rowe, ao passo que as canções "From The Vault" foram produzidas por Swift com Aaron Dessner e Jack Antonoff. Duas das canções inéditas, "Electric Touch" e "Castles Crumbling", contam com a participação da banda de rock americana Fall Out Boy e da cantora-compositora Hayley Wiliams, vocalista da banda de rock Paramore, respectivamente. Speak Now (Taylor's Version) manteve todas as letras originais, com a exceção da linha controversa do refrão de "Better Than Revenge", que foi alterado de "She's better known for the things / That she does on the mattress" para "He was a moth to the flame / She was holding the matches". Os críticos observaram que as faixas regravadas têm melhor qualidade de áudio, instrumentação de guitarra "mais densa" e sonoridade aprimorada do que o álbum original.
Speak Now (Taylor's Version) é um álbum primariamente country pop. No entanto, foi descrito como o álbum de Swift com material mais focado no rock, influenciado pelos estilos pop rock, gothic rock e emo. Os críticos notaram uma forte influência do pop punk no álbum, diferentemente de Taylor Swift (2006) e Fearless (Taylor's Version) (2021), mais voltados para o country. Possui guitarras elétricas empolgantes, bateria pesada, elementos orquestrais e refrões eruptivos. Também um álbum conceitual vago, Speak Now (Taylor's Version) trata-se principalmente de "palavras não ditas". Inspirado na vida de Swift entre os 18 e 20 anos, o álbum explora a angústia do final da adolescência e suas perspectivas adolescentes de vida, romance e carreira.

### Canções "From The Vault"
Os críticos opinaram que as seis canções inéditas estão de acordo com a paisagem musical pop-rock "orgânica" do Speak Now original. "Electric Touch", com Fall Out Boy, é uma música pop punk crescente com guitarras pesadas. Os vocais "cremosos" de Swift se justapõem a voz afiada de Patrick Stump. É sobre as ansiedades, pessimismo e dúvidas sobre ir a um primeiro encontro. "When Emma Falls in Love" é uma música suave conduzida por piano e banjo, apresentando a perspectiva de terceira pessoa de Swift sobre a vida e o caráter de uma amiga. Ela incorpora "baladas de piano imponentes e country-pop ondulante". Devido ao seu estudo de personagem do tema Emma, a música foi comparada aos álbuns fictícios de Swift de 2020, Folklore e Evermore. Os meios de comunicação consideraram a atriz americana Emma Stone, amiga de Swift desde 2008, como a inspiração.
"I Can See You" é uma música indie rock com elementos de funk e surf rock. É conduzida por um riff de guitarra "agitado" e um baixo sinuoso, contendo guitarras "nervosas" e insinuações sexualmente sugestivas. "Castles Crumbling" é um dueto entre Swift e Hayley Williams. É uma balada suave sobre como lidar com a paranoia por perder o interesse dos fãs, retratando a preocupação sobre "como os impérios [Swift e Williams] construídos quando adolescentes podem implodir a qualquer momento". Foi comparada a "Nothing New" (2021), uma canção "From The Vault" de Red (Taylor's Version) em parceria com Phoebe Bridgers. "Foolish One" mostra Swift se castigando por sua ingenuidade, confrontando seu lado "romântico sem esperança" com a realidade. É impulsionada por dedilhados de violão e bateria programada. Na balada "Timeless", Swift encontra fotos antigas de casais em um antiquário e se sobrepõe em suas vidas. O arranjo da música consiste principalmente em violões e órgão, com toques de ukulele e flauta.

## Lançamento

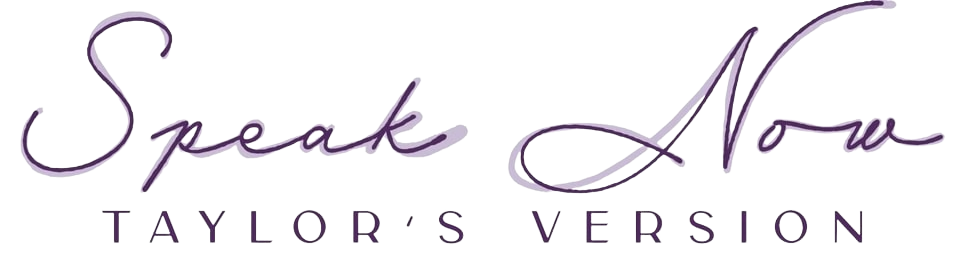
A regravação contém o título original e o subtítulo adicional "Taylor's Version"

Speak Now (Taylor's Version) foi lançado em 7 de julho de 2023, configurando-se como o terceiro álbum regravado de Swift. A regravação de "If This Was a Movie", uma das três faixas da versão deluxe do álbum original, foi lançada promocionalmente e incluída em uma compilação agregada à Fearless (Taylor's Version) em 17 de março de 2023. A edição em vinil de Speak Now (Taylor's Version) consiste em um conjunto de três LPs em violeta marmorizado.  Também serão lançadas uma edição em vinil exclusiva das lojas Target, de cor lilás, e outra versão na cor de orquídea.
Em 5 de junho de 2023, Swift divulgou a lista de faixas de Speak Now (Taylor's Version). A vocalista da banda Paramore, Hayley Williams, e a banda Fall Out Boy, ambos citados por Swift como influências em suas letras enquanto trabalhava em Speak Now, são colaboradores nas canções inéditas "Castles Crumbling" e "Electric Touch", respectivamente.
Em 24 de junho, 13 dias antes do lançamento do álbum, Swift compartilhou uma prévia de "Mine (Taylor's Version)" nas redes sociais. Em 29 de junho, uma prévia de "Back to December (Taylor's Version)" foi incluída no trailer oficial da segunda tempora da serie original da Amazon Prime Video, The Summer I Turned Pretty.
No dia do lançamento do álbum, em 7 de julho, Swift estreou o videoclipe da faixa "I Can See You" durante o primeiro show da The Eras Tour em Kansas City, tendo sido lançado oficialmente em seu canal do YouTube no dia seguinte. Dirigido e composto por Swift, o videoclipe é estrelado pela cantora ao lado dos atores Taylor Lautner, Joey King e Presley Cash; tendo as últimas duas participado anteriormente no clipe de "Mean" (2011). Em 13 julho de 2023, Swift lançou a edição deluxe digital de Speak Now (Taylor's Version), com gravações ao vivo das performances de "Dear John" e "Last Kiss" nos shows da The Eras Tour em Minneapolis e Kansas City, respectivamente.

### Vazamentos
Em 06 de abril, um dos dançarinos da The Eras Tour publicou um vídeo—já deletado pelo mesmo—de um trecho de "Enchanted (Taylor’s Version)", o que aumentou os rumores de um futuro anúncio do álbum. Em 9 de junho de 2023, o jornal francês Ouest-France noticiou que um trabalhador temporário de Le Mans, França, foi preso por roubar 10 cópias em vinil de Speak Now (Taylor's Version) do armazém e vendê-los no Leboncoin, um website de anúncios classificados; duas cópias foram vendidas por €25 cada, e as restantes foram postas à venda por €50 cada unidade. O trabalhador — que já havia sido condenado 24 vezes por roubo, dano, tráfico de drogas, fraude e vários outros crimes — foi condenado a oito meses de prisão. O promotor público afirmou que apenas oito LPs não vendidos foram recuperados dele, enquanto o paradeiro das duas cópias vendidas é desconhecido, representando uma ameaça de vazamento online. A lista de faixas acabou sendo vazada no dia 04 de junho, com a foto da contracapa de um dos LPs circulando pela internet.

## Desempenho comercial
Em seu lançamento, Speak Now (Taylor's Version) recebeu 126.3 milhões de streams em seu primeiro dia no Spotify, quebrando os recordes de maior número de streams em um dia por qualquer álbum em 2023 e por um álbum country na história. Também se tornou o segundo álbum mais reproduzido em um único dia por uma artista feminina, atrás apenas de Midnights (2022).
Nos Estados Unidos, Billboard divulgou que Speak Now (Taylor's Version) vendeu 575.000 unidades em seus quatro primeiros dias, incluindo mais de 400.000 vendas de álbum (das quais 225.000 foram no formato vinil), marcando a maior semana de consumo e vendas de um álbum em 2023, assim como a segunda maior semana de vendas de vinil na história dos Estados Unidos, atrás de Midnights. Speak Now (Taylor's Version) estreou no topo da Billboard 200 com 716.000 unidades vendidas, conquistando a maior semana de um álbum country desde dezembro de 2014. Swift definiu novos recordes entre artista femininas para maior quantidade de álbuns número um na história da tabela (12) e  maior número de anos consecutivos com um novo álbum número um (5), ultrapassando Barbra Streisand e Miley Cyrus, respectivamente. Swift também se tornou o primeiro ato a ter nove álbuns que vendera pelo menos 500.000 cópias em uma semana, bem como a primeira mulher a ter quatro álbuns no top 10 simultaneamente.
Speak Now (Taylor's Version) estreou no primeiro lugar da tabela de álbuns do Reino Unido com 67.000 unidades, ultrapassando o pico do álbum original (número seis) e dobrando suas vendas de primeira semana. Swift tornou-se a artista feminina mais rápida a coletar 10 álbuns número um no Reino Unido, ultrapassando Madonna. Na Austrália, Speak Now (Taylor's Version) debutou no topo da ARIA Albums Chart, tirando Midnights do primeiro lugar. Se tornou o 11º álbum número um de Swift e fez dela o primeiro ato a substituir-se do topo. 15 faixas do álbum entraram simultaneamente na parada de singles da Austrália, com três no top 10.

## Lista de faixas
Todas as faixas foram escritas por Taylor Swift.
| Speak Now (Taylor's Version) – Edição padrão |                                                    |                        |         |  |
| N.º                                          | Título                                             | Produtor(es)           | Duração |  |
| 1.                                           | "Mine"                                             | Swift Christopher Rowe | 3:51    |  |
| 2.                                           | "Sparks Fly"                                       | Swift Rowe             | 4:21    |  |
| 3.                                           | "Back to December"                                 | Swift Rowe             | 4:54    |  |
| 4.                                           | "Speak Now"                                        | Swift Rowe             | 4:02    |  |
| 5.                                           | "Dear John"                                        | Swift Rowe             | 6:45    |  |
| 6.                                           | "Mean"                                             | Swift Rowe             | 3:58    |  |
| 7.                                           | "The Story of Us"                                  | Swift Rowe             | 4:27    |  |
| 8.                                           | "Never Grow Up"                                    | Swift Rowe             | 4:52    |  |
| 9.                                           | "Enchanted"                                        | Swift Rowe             | 5:53    |  |
| 10.                                          | "Better Than Revenge"                              | Swift Rowe             | 3:40    |  |
| 11.                                          | "Innocent"                                         | Swift Rowe             | 5:01    |  |
| 12.                                          | "Haunted"                                          | Swift Rowe             | 4:05    |  |
| 13.                                          | "Last Kiss"                                        | Swift Rowe             | 6:09    |  |
| 14.                                          | "Long Live"                                        | Swift Rowe             | 5:17    |  |
| 15.                                          | "Ours"                                             | Swift Rowe             | 3:55    |  |
| 16.                                          | "Superman"                                         | Swift Rowe             | 4:34    |  |
| 17.                                          | "Electric Touch" (com part. de Fall Out Boy)       | Swift Aaron Dessner    | 4:26    |  |
| 18.                                          | "When Emma Falls in Love"                          | Swift Dessner          | 4:12    |  |
| 19.                                          | "I Can See You"                                    | Swift Jack Antonoff    | 4:33    |  |
| 20.                                          | "Castles Crumbling" (com part. de Hayley Williams) | Swift Antonoff         | 5:06    |  |
| 21.                                          | "Foolish One"                                      | Swift Dessner          | 5:11    |  |
| 22.                                          | "Timeless"                                         | Swift Antonoff         | 5:21    |  |
| Duração total:                               | Duração total:                                     | Duração total:         | 1:46:33 |  |

| Speak Now (Taylor's Version) – Faixa bônus da Apple Music |                                            |         |  |
| N.º                                                       | Título                                     | Duração |  |
| 23.                                                       | "Surprise Announcement" (Taylor's Version) | 1:36    |  |
| Duração total:                                            | Duração total:                             | 1:47:09 |  |

| Speak Now (Taylor's Version) – Edição deluxe digital |                                      |         |  |
| N.º                                                  | Título                               | Duração |  |
| 23.                                                  | "Dear John" (ao vivo de Minneapolis) | 7:09    |  |
| 24.                                                  | "Last Kiss" (ao vivo de Kansas City) | 6:12    |  |
| Duração total:                                       | Duração total:                       | 1:59:54 |  |

## Tabelas musicais
| Tabela musical (2022)                | Melhor posição |
| ------------------------------------ | -------------- |
| Austrália (ARIA)                     | 1              |
| Austrália - Country Albums (ARIA)    | 1              |
| Bélgica (Ultratop 50 Flanders)       | 1              |
| Bélgica (Ultratop 50 Wallonia)       | 2              |
| Escócia (OCC)                        | 1              |
| Estados Unidos (Billboard 200)       | 1              |
| Finlândia (Suomen virallinen lista)  | 6              |
| França (SNEP)                        | 2              |
| Irlanda (IRMA)                       | 1              |
| Itália (FIMI)                        | 4              |
| Lituânia (AGATA)                     | 10             |
| Japão - Digital Albums (Oricon)      | 7              |
| Japão - Hot Albums (Billboard Japan) | 28             |
| Noruega (VG-lista)                   | 2              |
| Nova Zelândia (Recorded Music NZ)    | 1              |
| Países Baixos (Album Top 100)        | 1              |
| Reino Unido (OCC)                    | 1              |

## Certificações
| Região                                                       | Certificação | Unidades/vendas |
| ------------------------------------------------------------ | ------------ | --------------- |
| Reino Unido (BPI)                                            | Prata        | 60.000‡         |
| ‡vendas+valores de streaming baseados apenas na certificação |              |                 |

## Histórico de lançamento
| Região | Data               | Formato(s)                                  | Gravadora | Ref.   |
| ------ | ------------------ | ------------------------------------------- | --------- | ------ |
| Várias | 7 de julho de 2023 | Cassete CD download digital streaming vinil | Republic  | [ 77 ] |